# Dubrovačka katedrala
Dubrovačka katedrala posvećena je Uznesenju Blažene Djevice Marije na nebo (Velika Gospa). Sjedište je Dubrovačke biskupije. Nastala je na mjestu bizantske i romaničke katedrale, uništene u velikom potresu 1667. godine. Sadašnja barokna katedrala građena je od 1671. do 1713. godine.
Prema legendi, romanička je katedrala iz 12. stoljeća građena novcem engleskog kralja Rikarda I. Lavljeg Srca, koji je nedaleko Lokruma preživio brodolom, nakon povratka iz Trećeg križarskog rata 1192. godine. Uz znak zahvanosti, dao je 100 000 dukata, što je tada bio jako veliki novac. Bila je to prva romanička bazilika na istočnom Jadranu i utjecala je na crkvenu arhitekturu u cijeloj regiji. Bila je neobično visoka. Vidi se na slikama Dubrovnika prije potresa 1667. godine. U tom je potresu katedrala bila potpuno razorena. Krstionica u blizini je preživjela, ali se više nije koristila. Ulogu katedrale privremeno je preuzela crkva sv. Vlaha.
Velik doprinos u ponovnoj izgradnji katedrale dao je svećenik i diplomat Stjepan Gradić. Nabavio je mnogo novca i našao je arhitekta Andreu Buffalinija iz Urbina. Njegove nacrte prihvatio je 1671. dubrovački Senat, koji je tada težio štednji. Katedrala je dovršena u baroknom stilu 1713. godine. Senat je na fasadu postavio mramornu ploču u zahvalnost Stjepanu Gradiću. Otvorenje katedrale bila je velika svečanost.
Unutrašnjost katedrale je raskošna. Iznad glavnog oltara nalazi se slika "Uznesenje Marijino" iz 16. stoljeća, koju potpisuje slavni talijanski slikar Tizian. Jedinstveni oltar sv. Ivana Nepomuka izrađen je od ljubičastog mramora.
U riznici katedrale čuvaju se mnogi zlatni i srebrni relikvijari, križevi, crkveno posuđe i slike talijanskih, flamanskih i hrvatskih slikara, među kojima je i slika "Bogorodica s djetetom" iz 16. stoljeća, nastala prema djelu slavnog talijanskog slikara Raffaela. U riznici je i relikvija glave sv. Vlaha iz 11. – 12. stoljeća. U obliku je krune bizantskih careva. Ukrašena je medaljonima u emajlu i dragim kamenjem. Rad je dubrovačkih zlatara.

## Zanimljivosti
U riznici katedrale čuva se i čudotvorna Isusova pelenica dio koje se čuva u Lateranskoj bazilici.

## Također pogledajte
- Dubrovnik
- Katedrala
- Crkvena umjetnost u Hrvatskoj
- Crkvena arhitektura u Hrvatskoj
- Dubrovačka biskupija
- Katolicizam

## Galerija
- Bočni pogled na katedralu
- Unutrašnjost
- Oltar sv. Ivana Nepomuka
- Kip sv. Vlaha na niši

## Vanjske poveznice
Mrežna mjesta
- Katedrala Dubrovnik, službeno mrežno mjesto
- Katedrala na stranicama Dubrovačke biskupije
- Petar Marija Radelj, Moćnik katedrale, Naša Gospa 45/2011.